# Per Holmertz
Per Alvar Holmertz (Suecia, 3 de febrero de 1960) es un nadador sueco retirado especializado en pruebas de estilo libre, donde consiguió ser subcampeón olímpico en 1980 en los 100 metros.

## Carrera deportiva
En los Juegos Olímpicos de Moscú 1980 ganó la medalla de plata en los 100 metros estilo libre, con un tiempo de 50.91 segundos, tras el alemán Jörg Woithe (oro con 50.40 segundos) y por delante del también sueco Per Johansson (bronce con 51.29 segundos).
Y en el Campeonato Mundial de Natación de 1978 celebrado en Berlín ganó el bronce en los 4x100 metros libre, y cuatro años después, en el Campeonato Mundial de Natación de 1982 de Guayaquil, Ecuador, volvió a ganar el bronce en la misma prueba.